# Darío Espínola (futbolista paraguayo)
Darío René Espínola Servián (n. Paraguay, 14 de septiembre de 1967-7 de marzo de 2024)  fue un futbolista paraguayo. Jugó de portero y ha militado en diversos clubes de Paraguay, Chile y Bolivia. Tanto en Paraguay como en Chile, jugó en clubes de Primera División y del Ascenso.

## Clubes
| Club                  | País     | Año       |
| --------------------- | -------- | --------- |
| Sol de América        | Paraguay | 1987-1990 |
| Cerro Corá            | Paraguay | 1991      |
| River Plate           | Paraguay | 1992      |
| Provincial Osorno     | Chile    | 1993-1994 |
| Atlético Tembetary    | Paraguay | 1995-1996 |
| Guaraní               | Paraguay | 1996      |
| Sportivo Luqueño      | Paraguay | 1997      |
| Cerro Porteño         | Paraguay | 1998      |
| Everton               | Chile    | 1998      |
| Oriente Petrolero     | Bolivia  | 1999-2000 |
| Atlético 3 de Febrero | Paraguay | 2001      |
| Silvio Pettirossi     | Paraguay | 2002-2003 |
| Rubio Ñu              | Paraguay | 2004      |
| Resistencia SC        | Paraguay | 2005-2006 |